# Secrets
A Secrets Toni Braxton amerikai énekesnő második albuma. 1996-ban jelent meg. Első albumának sikere után sok múlt az új album sikerességén, Braxtonnak ezzel kellett bizonyítania, hogy sikere időtálló. A Secretsből az előző albumhoz hasonlóan nyolcmillió példány kelt el csak az USA-ban. Erről az albumról sikeresebb kislemezek születtek, köztük Braxton leghíresebb slágere, az Un-Break My Heart.

## Fogadtatása
Az album első kislemeze, a You’re Makin’ Me High hatalmas siker lett, ez volt az énekesnő első listavezető dala a Billboard Hot 100 és a Billboard Hot R&B/Hip-Hop Songs slágerlistákon. A kislemez B oldalát, a Let It Flow című számot is gyakran játszották a rádiók, és felkerült Az igazira várva című film nagy sikerű filmzenealbumára is. A második kislemez, az Un-Break My Heart sikere még az elsőét is felülmúlta, tizenegy hétig vezette a Hot 100 listát, és sok más országban is listavezető lett. Az ezt követő kislemezek is sikert arattak, bár az első két dal sikerét nem közelítették meg. Az album nyolcszoros platinalemez lett az USA-ban, és a kritikusok is kedvezően fogadták. Braxton két újabb Grammy-díjat is nyert, a legjobb pop- és a legjobb R&B-előadásért járót.

## Számlista
| #                               | Cím                                                 | Szerző                                                    | Hossz |
| ------------------------------- | --------------------------------------------------- | --------------------------------------------------------- | ----- |
| 1.                              | Come On Over Here                                   | Tony Rich, Marc Nelson, Darrell Spencer                   | 3:36  |
| 2.                              | You’re Makin’ Me High                               | Babyface, Bryce Wilson                                    | 4:26  |
| 3.                              | There’s No Me Without You                           | Babyface                                                  | 4:19  |
| 4.                              | Un-Break My Heart                                   | Diane Warren                                              | 4:30  |
| 5.                              | Talking in His Sleep                                | Toni Braxton, Keith Crouch                                | 5:33  |
| 6.                              | How Could an Angel Break My Heart                   | Babyface, Braxton                                         | 4:20  |
| 7.                              | Find Me a Man                                       | Babyface                                                  | 4:27  |
| 8.                              | Let It Flow                                         | Babyface                                                  | 4:21  |
| 9.                              | Why Should I Care                                   | Babyface                                                  | 4:25  |
| 10.                             | I Don’t Want To                                     | R. Kelly                                                  | 4:17  |
| 11.                             | I Love Me Some Him                                  | Soulshock & Karlin, Andrea Martin, Gloria Stewart         | 5:07  |
| 12.                             | In the Late of the Night/Toni’s Secrets             | Babyface, Jonathan Buck                                   | 5:29  |
| Latin-amerikai kiadás           |                                                     |                                                           |       |
| 13.                             | Regresa a mi (Un-Break My Heart – spanyol változat) |                                                           | 4:30  |
| Japán kiadás; európai új kiadás |                                                     |                                                           |       |
| 13.                             | You’re Makin’ Me High (T’Empo Mix)                  | Babyface, Wilson, Tim Lennow, Andrew Clough, Colin Thorpe | 4:13  |
| 14.                             | Un-Break My Heart (Classic Radio Mix)               | Warren, Frankie Knuckles                                  | 4:28  |
| 15.                             | I Don’t Want To (Frankie Knuckles Radio Edit)       | Kelly, Knuckles                                           | 3:54  |

## Kislemezek
- You’re Makin’ Me High/Let It Flow (1996)
- Un-Break My Heart (1996)
- I Don’t Want To/I Love Me Some Him (1997)
- How Could an Angel Break My Heart (1997)

## Helyezések
| Slágerlista (1996)                   | Legfelső helyezés |
| ------------------------------------ | ----------------- |
| USA Billboard 200                    | 2                 |
| USA Billboard Top R&B/Hip-Hop Albums | 1                 |
| Holland albumslágerlista             | 1                 |
| Német albumslágerlista               | 2                 |
| Új-zélandi albumslágerlista          | 11                |
| Slágerlista (1997)                   | Legfelső helyezés |
| Belga Ultratop 40 Albums             | 6                 |
| Belga Ultratop 50 Albums             | 4                 |

| Slágerlista (1997)       | Legfelső helyezés |
| ------------------------ | ----------------- |
| Brit albumslágerlista    | 10                |
| Finn albumslágerlista    | 3                 |
| Francia albumslágerlista | 22                |
| Kanadai albumslágerlista | 5                 |
| Magyar albumslágerlista  | 5                 |
| Norvég albumslágerlista  | 1                 |
| Osztrák albumslágerlista | 2                 |
| Svájci albumslágerlista  | 1                 |
| Svéd albumslágerlista    | 2                 |